# 고체 델체프

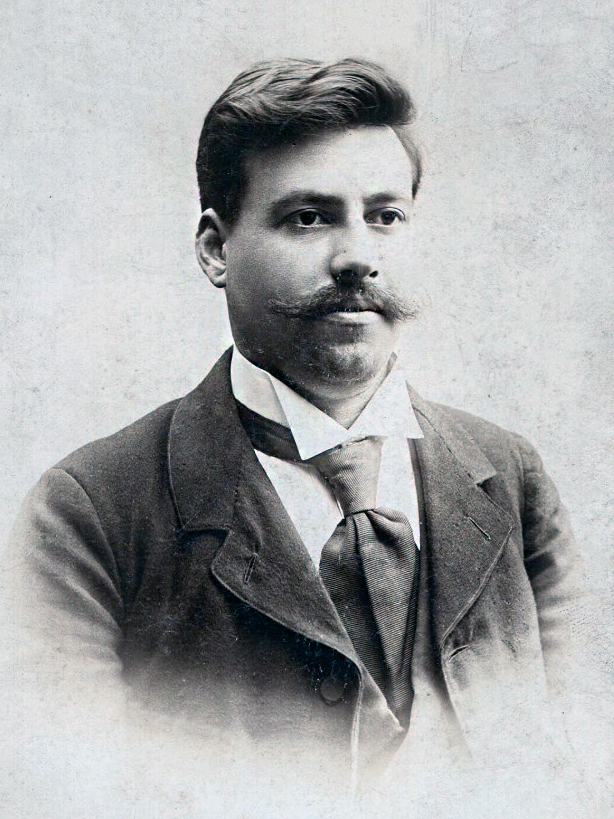
고체 델체프

게오르기 니콜로프 델체프(불가리아어: Георги Николов Делчев, 마케도니아어: Ѓорѓи Николов Делчев, 1872년 2월 4일 ~ 1903년 5월 4일)는 흔히 고체 델체프(Гоце Делчев)로 알려져 있는 불가리아와 마케도니아 공화국의 혁명가로 내부 마케도니아 혁명 기구(ВМРО)를 수립했다.

## 생애
1872년 2월 4일 오스만 제국의 지배를 받고 있던 쿠쿠시(Кукуш, 현재의 그리스 킬키스)에서 태어났다. 1888년 테살로니키에 있는 남자 고등학교에 입학한 뒤부터 문학과 사회 과학을 전공했다. 1891년 소피아에 있는 군사 학교에 입학했지만 1894년 학교의 승인 없이 사회주의 모임에서 활동한 사실이 발각되어 퇴학당하고 만다.
1894년 슈티프에 있는 총주교 학교에서 교사로 근무했으며 1895년 내부 마케도니아 혁명 기구(BMPO)에 가입한 뒤부터 혁명 활동을 지도했다. 1896년 5월 혁명 활동 혐의로 오스만 제국 당국에 의해 체포되었으며 같은 해에 교사 활동을 그만두고 불가리아로 귀국하게 된다.
마케도니아의 자치권을 위한 투쟁을 적극 주장했으며 내부 마케도니아 혁명 기구의 회원들과 함께 마케도니아에 있는 무기 및 탄약의 공급, 보관, 수송 등에 관한 의견을 담은 서신을 주고받았다. 이들의 의견은 1903년 8월에 일어난 일린덴 봉기로 이어지게 된다. 1903년 5월 4일 세레스 인근 바니차(Banitsa) 마을에서 오스만 제국 경찰과 작은 충돌을 벌이던 도중에 사망했다.
불가리아의 도시 고체델체프와 마케도니아 공화국의 도시 델체보는 그의 이름에서 유래된 이름이다. 마케도니아 공화국의 국가인 《마케도니아의 오늘을 넘어》에서도 그의 이름이 등장한다.

## 사진

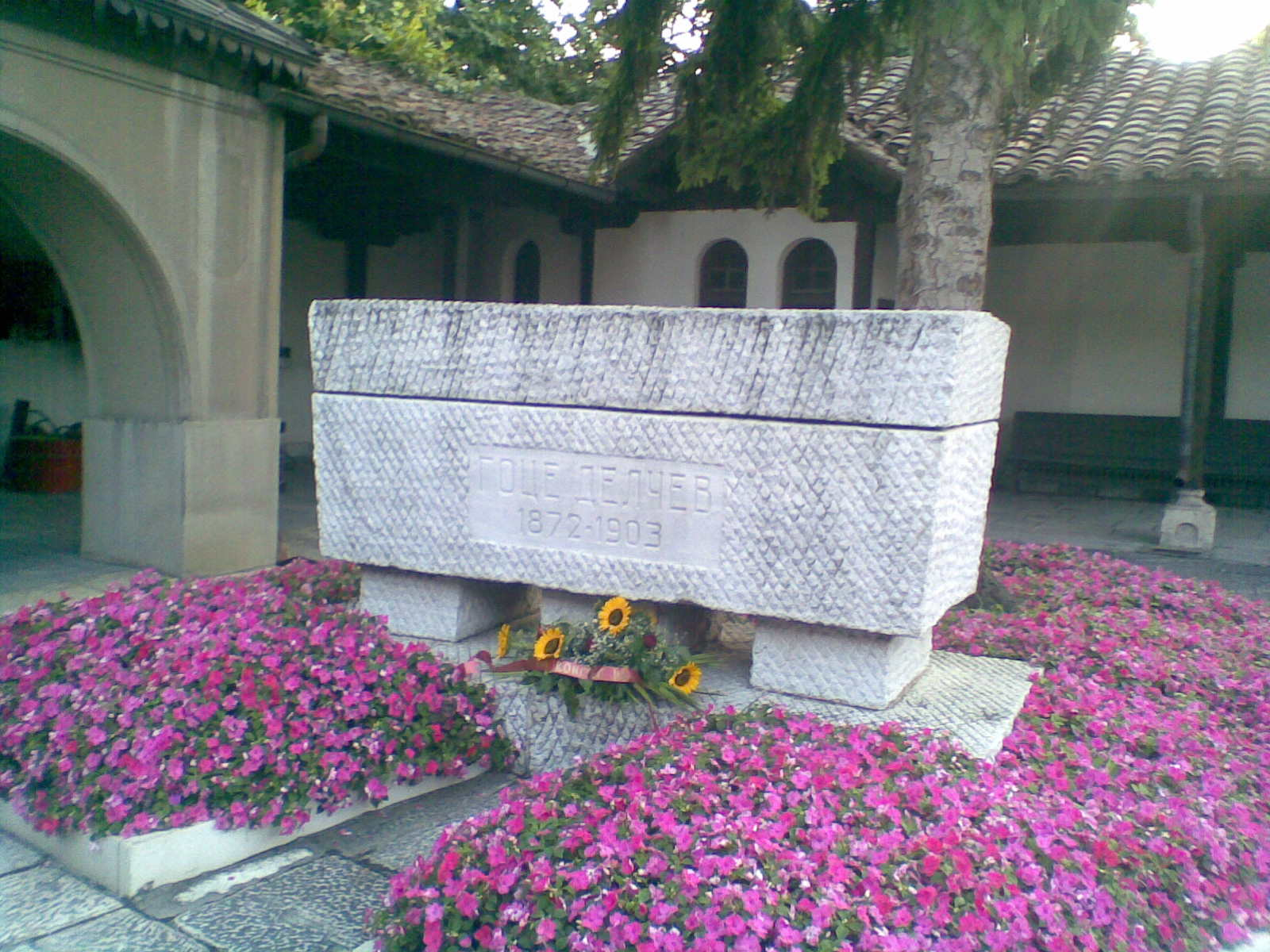
마케도니아 공화국 스코페에 있는 고체 델체프의 묘